# 현수진

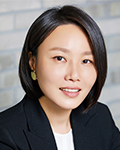
에스팀엔터테인먼트 현수진 대표

현수진은 에스팀엔터테인먼트 대표이다.

## 대표 이력
2014~    에스팀엔터테인먼트 대표
2010     에스팀모델 매니지먼트 총괄
2008     KPLUS미디어 매니지먼트 총괄
1999     ㈜DCM 매니지먼트 담당 

## 에스팀 엔터테인먼트 웹사이트
www.esteement.co.kr